# Femke Kok
Femke Kok (Drachten, 5 de octubre de 2000) es una deportista neerlandesa que compite en patinaje de velocidad sobre hielo.
Ganó seis medallas en el Campeonato Mundial de Patinaje de Velocidad sobre Hielo en Distancia Individual entre los años 2020 y 2025, y dos medallas de plata en el Campeonato Mundial de Patinaje de Velocidad sobre Hielo en Distancia Corta, en los años 2022 y 2024.
Además, obtuvo cinco medallas en el Campeonato Europeo de Patinaje de Velocidad sobre Hielo en Distancia Individual entre los años 2020 y 2024, y tres medallas en el Campeonato Europeo de Patinaje de Velocidad sobre Hielo en Distancia Corta entre los años 2021 y 2025.
Participó en los Juegos Olímpicos de Pekín 2022, ocupando el sexto lugar en la prueba de 500 m.

## Palmarés internacional
| Campeonato Mundial en Distancia Individual | Campeonato Mundial en Distancia Individual | Campeonato Mundial en Distancia Individual | Campeonato Mundial en Distancia Individual |
| Año                                        | Lugar                                      | Medalla                                    | Prueba                                     |
| ------------------------------------------ | ------------------------------------------ | ------------------------------------------ | ------------------------------------------ |
| 2020                                       | Salt Lake City (Estados Unidos)            | Medalla de oro                             | Velocidad por equipos                      |
| 2021                                       | Heerenveen (Países Bajos)                  | Medalla de plata                           | 500 m                                      |
| 2023                                       | Heerenveen (Países Bajos)                  | Medalla de oro                             | 500 m                                      |
| 2024                                       | Calgary (Canadá)                           | Medalla de oro                             | 500 m                                      |
| 2025                                       | Hamar (Noruega)                            | Medalla de oro                             | 500 m                                      |
| 2025                                       | Hamar (Noruega)                            | Medalla de plata                           | 1000 m                                     |
| Campeonato Mundial en Distancia Corta      |                                            |                                            |                                            |
| Año                                        | Lugar                                      | Medalla                                    | Prueba                                     |
| 2022                                       | Hamar (Noruega)                            | Medalla de plata                           | Clasificación general                      |
| 2024                                       | Inzell (Alemania)                          | Medalla de plata                           | Clasificación general                      |
| Campeonato Europeo en Distancia Individual |                                            |                                            |                                            |
| Año                                        | Lugar                                      | Medalla                                    | Prueba                                     |
| 2020                                       | Heerenveen (Países Bajos)                  | Medalla de plata                           | Velocidad por equipos                      |
| 2022                                       | Heerenveen (Países Bajos)                  | Medalla de oro                             | 500 m                                      |
| 2022                                       | Heerenveen (Países Bajos)                  | Medalla de plata                           | 1000 m                                     |
| 2024                                       | Heerenveen (Países Bajos)                  | Medalla de oro                             | 500 m                                      |
| 2024                                       | Heerenveen (Países Bajos)                  | Medalla de oro                             | Velocidad por equipos                      |
| Campeonato Europeo en Distancia Corta      |                                            |                                            |                                            |
| Año                                        | Lugar                                      | Medalla                                    | Prueba                                     |
| 2021                                       | Heerenveen (Países Bajos)                  | Medalla de bronce                          | Clasificación general                      |
| 2023                                       | Hamar (Noruega)                            | Medalla de plata                           | Clasificación general                      |
| 2025                                       | Heerenveen (Países Bajos)                  | Medalla de plata                           | Clasificación general                      |